# Mama-Huallaringa
Mama-Huallaringa es un sitio arqueológico correspondiente con un pucará. Se ubica en el sector medio del valle del Rímac, sobre un cerro rocoso. Posee restos de murallas, recintos, terrazas y una trinchera. Asimismo, cuenta con una gran cantidad de cistas circulares. Aunque se encuentra en un estado ruinoso, su aislamiento impidió que sufriera saqueos intensivos, expansión agrícola y urbana.

## Ubicación

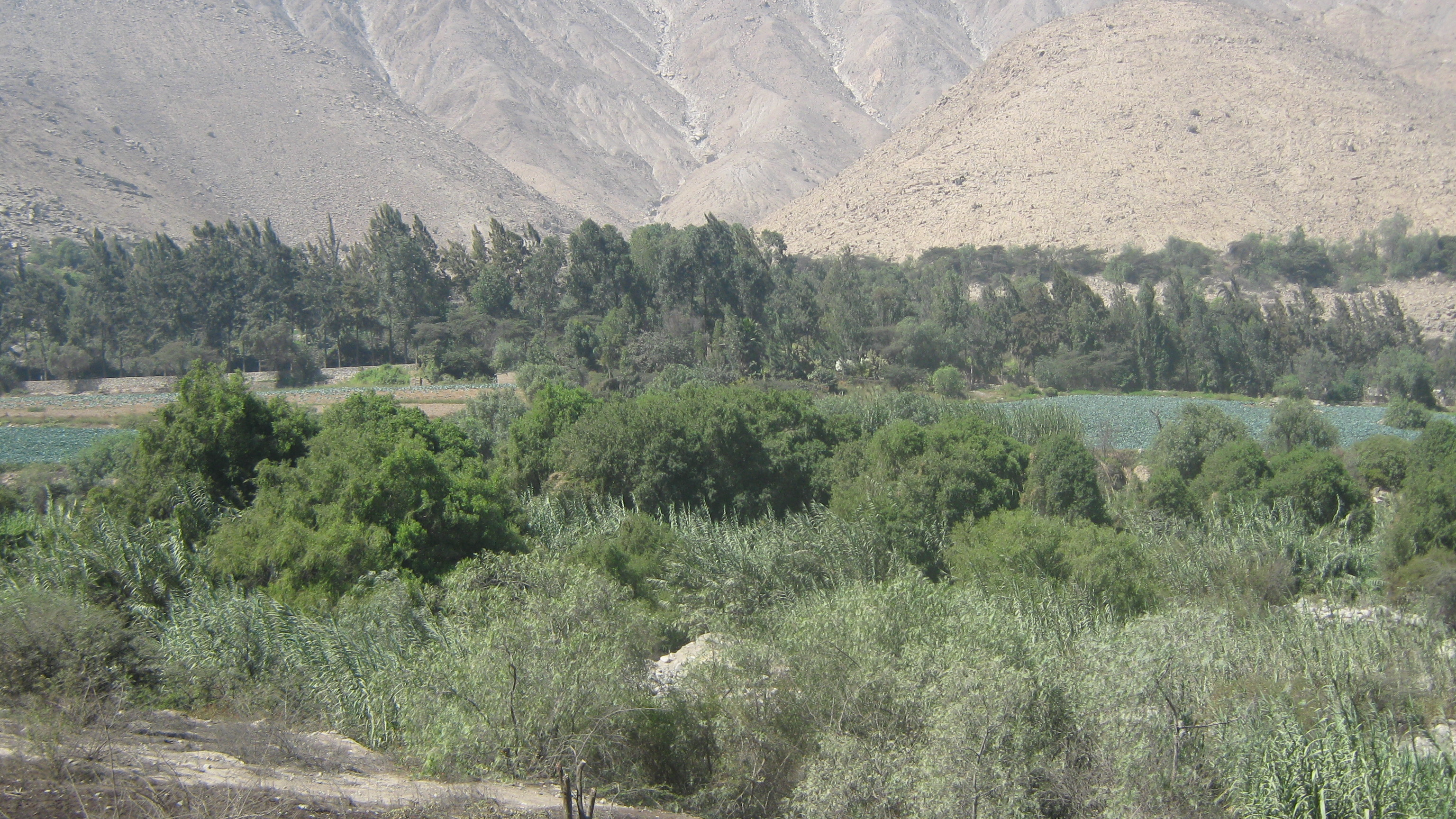
Valle del río Santa Eulalia

Se emplaza estratégicamente en la cima de una proyección del rocoso cerro San Pedro, cerca de la confluencia de los ríos Rímac y Santa Eulalia. Goza de un excelente campo visual gracias a su posición elevada. Las escarpadas laderas del cerro le brindan una fácil defensa. La altura con respecto al nivel del mar es de aproximadamente 1200 metros. 

## Cronología
Se descubrieron fragmentos cerámicos que proceden del Formativo, indicando una presunta primera ocupación. Sin embargo, el sitio en sí dataría del Intermedio Temprano y quizás el Horizonte Medio, en un contexto de migración de poblaciones serranas de Huarochirí y Yauyos hacia los valles de Lima. Dentro de la mitología narrada en el manuscrito de Huarochirí, corresponde al periodo en el que Tuyayquiri, hijo de Pariacaca, conquistó los valles de Rímac y Lurín, guiando a los ancestros altoandinos de los ichmas costeros.

## Arquitectura

### Sector A
Se ubica sobre una cumbre relativamente plana en la que se encuentran por restos de cimientos de grandes recintos de 8 metros de ancho x 14 de largo. En las periferias existen dos murallas de 2 metros de altura y una trinchera con 10 metros de ancho. 

### Sector B
Está compuesto de una estructura de forma ovalada, cercada por un muro perimétrico. En su interior se encuentran una gran cantidad de cistas circulares, algunas de hasta 2 metros de diámetro. 

### Sector C
Emplazado a lo largo de una pendiente que desciende desde B hacia D, se trata de una serie de terrazas, recintos, escalinatas, habitaciones y pequeñas cistas, las cuales estaban techadas con falsa bóveda. 

### Sector D
Se compone por un grupo de recintos y terrazas. Se encuentra separado de C por la extensión de una muralla procedente de A.

### Sector E
Consiste en un grupo de recintos irregulares, cistas y habitaciones dispuestos sobre una cresta con formaciones rocosas. 

## Función
Mama-Huallaringa habría sido construido por poblaciones costeras como un fuerte destinado a defenderse de las incursiones serranas que descendían desde los valles de Santa Eulalia y Rímac. Sus elementos defensivos se encontraban mayoritariamente orientados hacia las alturas serranas. También habría servido como un lugar de culto en el cual se reverenciar a la esencia mineral de una huaca local. Según Bradymir Bravo, es probable que se haya adorado a Manañamca, divinidad cónyuge de Huallallo Carhuincho: rival de Pariacaca.